# Brigitta Boccoli
Pour les articles homonymes, voir Boccoli.
Brigitta Boccoli, née à Rome (Italie) le 5 mai 1972, est une actrice et interprète de photo-romans italienne.

## Biographie
Brigitta Boccoli naît à Rome puis sa famille déménage à Milan. 
Elle commence sa carrière artistique dans les années 1980 avec le programme Pronto, chi gioca?, en duo avec sa sœur, l’actrice Benedicta Boccoli. Depuis, elle travaille à la télévision et, principalement, comme interprète de photo-romans.
Elle est la femme de Stefano Nones Orfei, dompteur de lions et athlète de cirque, qu'elle a rencontré pendant l’émission Reality Circus. Ils ont deux enfants, Manfredi et Brando.

## Théâtre
- 1993-1994 : Scanzonatissimo de Dino Verde
- 1998 : Il gufo e la gattina de Furio Angiolella
- 1999 : L'ultimo Tarzan de Sergio Japino
- 1999-2001 : Il padre della sposa de Sergio Japino
- 2001 : Anfitrione de Michele Mirabella
- 2002 : La schiava de Claudio Insegno
- 2002-2003 : Uscirò dalla tua vita in taxi d'Ennio Coltorti
- 2003 : Il Paradiso può attendere d'Anna Lenzi
- 2010 : La mia miglior nemica de Cinzia Berni

## Filmographie

### Cinéma
- 1982 : La Malédiction du pharaon (Manhattan Baby) de Lucio Fulci
- 1985 : La ragazza dei lillà de Flavio Mogherini
- 1987 : Com'è dura l'avventura de Flavio Mogherini
- 1991 : Nostalgia di un piccolo grande amore d'Antonio Bonifacio
- 2003 : Gli angeli di Borsellino de Rocco Cesareo
- 2006 : Olè de Carlo Vanzina

### Séries télévisées
- 2000-2001 : Ricominciare
- 2001 : Una donna per amico, saison 3
- 2002 : Cuori rubati
- 2004 : Un sacré détective, saison 4, épisode 23 : Un bébé au presbytère

## Émissions TV
- 1987-1988 : Domenica in - avec Lino Banfi, Toto Cutugno, Benedicta Boccoli, Paulo Roberto Falcão, Patrizio Vicedomini
- 1988-1989 : Domenica in - avec Marisa Laurito, Benedicta Boccoli, Lisa Russo, Roberto D'Agostino, Arianna Ciampoli
- 1989-1990 : Domenica in - avec Edwige Fenech, Pupo, Roberto D'Agostino, Maurizio Ferrini, Benedicta Boccoli, Bruno Vespa
- 1990-1991 : Domenica in - avec Gigi Sabani, Simona Tagli, Elisa Satta, Gaspare Barbiellini Amidei
- 2006 : Reality Circus - présenté par Barbara D'Urso - Reality show - Canale 5

## Discographie
- 1989 - Stella (avec Benedicta Boccoli participante au Festival de Sanremo)